# Tresund
Tresund är en by i Vilhelmina kommun, belägen invid Vojmsjön. Byn består av två delar, Norra Tresund på Tresundnäset och Södra Tresund på andra sidan sjön. De första gårdarna låg i Södra Tresund, där tillstånd till ett nybygge beviljades 1796. Norra Tresund tillkom några år senare. Namnet var ursprungligen Tresunda.